# Pat Brown
Edmund Gerald Brown Sr., detto Pat (San Francisco, 21 aprile 1905 – Beverly Hills, 16 febbraio 1996), è stato un politico e avvocato statunitense, 32º governatore della California dal 1959 al 1967.

## Biografia
Edmund Gerald Brown, soprannominato "Pat", è nato a San Francisco nel 1905. Suo padre era un cattolico irlandese, mentre la madre veniva da una famiglia protestante di origini tedesche. Dopo aver frequentato la Lowell High School di San Francisco, Brown consegue una laurea nel 1923 e invece di proseguire con gli studi decide di lavorare con suo padre in un negozio di sigari. Durante il lavoro part-time, studiò legge per l'avvocato Milton Schmitt, laureandosi subito dopo in legge nella primavera del 1927. Dopo aver conseguito la laurea, inizia a lavorare per l'avvocato Schmitt.

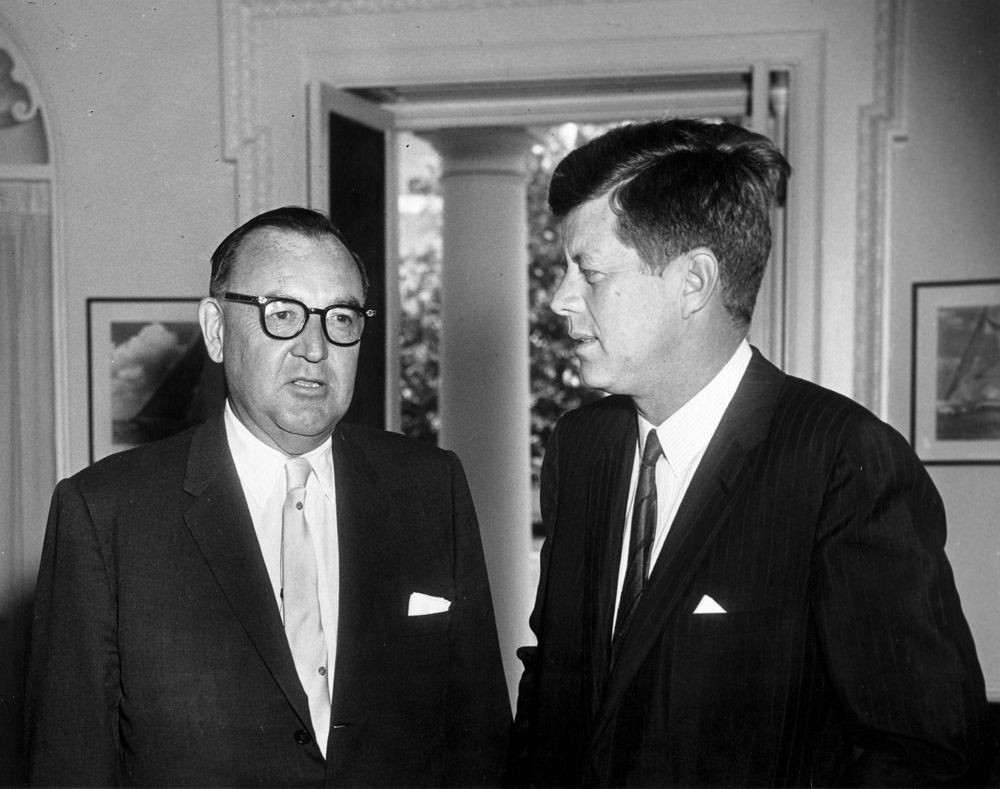
Pat Brown insieme al presidente John F. Kennedy durante un incontro alla Casa Bianca nell'aprile 1961

Dopo aver aderito al Partito Repubblicano si candida all'Assemblea di Stato nel 1928, ma perde. Decide di aderire al Partito Democratico nel 1934, nel momento in cui la Grande depressione aveva fatto perdere fiducia ai repubblicani. Il suo secondo tentativo di elezioni a una carica pubblica avvenne nel 1939, anno in cui corse come procuratore distrettuale di San Francisco, ma viene sconfitto da Matthew Brady, operatore di 22 anni. Quattro anni dopo la sconfitta, Brown ha operato come procuratore distrettuale nel 1943, anno in cui alle elezioni riuscì ad imporsi al procuratore in carica Brady.
Venne rieletto nel 1947 e, dopo sette anni in carica, ricevette il sostegno dell'allora governatore della California Earl Warren. Durante il suo mandato da procuratore, Brown si è impegnato per le sue azioni contro il gioco d'azzardo, la corruzione e la delinquenza giovanile. Nel 1946 si candida come procuratore generale della California, ma perse contro il procuratore distrettuale della contea di Los Angeles Frederick N. Howser. Si ricandidò per la stessa carica nel 1950 e questa volta riuscì a vincere, riuscendo perfino ad essere rieletto per un secondo mandato nel 1954. Come procuratore generale, si trattò dell'unico candidato democratico a vincere le elezioni in tutto lo stato della California.

### Governatore della California (1959-1967)
Nel 1958 si candida a governatore della California portando con sé una campagna di liberalismo responsabile. Alle elezioni generali sconfigge con uno scarto di quasi tre punti di maggioranza lo sfidante repubblicano William F. Knowland. Brown era noto anche per la sua personalità esuberante e per la sua difesa nel mondo delle infrastrutture in modo da aumentare lo sviluppo e il benessere del paese. Venne riconfermato governatore nel 1962, sconfiggendo lo sfidante repubblicano Richard Nixon.
Nel 1966 si ricandida per un terzo mandato ma viene nettamente sconfitto dal repubblicano e futuro presidente degli Stati Uniti Ronald Reagan.

## Vita privata
Era sposato con Bernice Layne, dalla quale ha avuto quattro figli: Barbara (1931), Cynthia (1933-2015), Jerry (1938) e Kathleen (1945). Il figlio Jerry ha poi seguito le orme di suo padre diventando anch'egli governatore della California due volte.